# لوزورا
لوزورا (به ایتالیایی: لوسورا) یک کومونه در ایتالیا است که در استان اودینه واقع شده‌است.

## خصوصیات
لوزورا ۵۲٫۹ کیلومترمربع مساحت و ۷۶۷ نفر جمعیت دارد و ۳۲۵ متر بالاتر از سطح دریا واقع شده‌است.